# Jehovas Vidners Områdestævne
Jehovas Vidners Områdestævne, eller Jehovas Vidners Regionalstævne, afholdes hvert år i sommermånederne. Det er en international begivenhed og stævnerne har samme indhold, uanset hvor på kloden de bliver afholdt. 
Et regionalstævne indeholder foredrag, fællessang og bøn. Ofte udgives ny litteratur til disse stævner, eksempelvis videofilm eller bøger. Nye medlemmer bliver ofte døbt ved disse stævner. Programmet på hvert eneste stævne er det samme over hele verden og er fastlagt i USA af Jehovas Vidners Styrende Råd. Første stævne, som er beskrevet, var fra 7. til og med 14. april 1892 i Allegheny i Pennsylvania i USA. Første stævne i Danmark blev afholdt i 1925 på Nørrevold i København. 
Områdestævnet anvendes sommetider til at vedtage resolutioner. Resolutionerne betragtes som opfyldelsen af den profetiske meddelelse i form af "syv basuner" af Johannes 'Åbenbaring kapitel 8'. 

## Ved områdestævner
Stævnerne varer i nyere tid ofte tre dage. Der bliver sunget fællessange ved start og slutning af hvert programafsnit i løbet af stævnet, og der bedes en bøn ved starten og slutningen af hver dags program, samt i forbindelse med dåben. Der afholdes cirka 30 foredrag, symposier og nogle af dem indeholder situationsspil og interviews. I løbet af stævnedagene er der en række højdepunkter for deltagerne, for eksempel det offentlige foredrag, dåbsforedraget og dåben, et hørespil og et bibelsk skuespil. Skuespillet opføres i kostumer fra den bibelske periode, men indeholder også ofte situationer fra nutiden.
Temaet for stævnet varierer fra år til år, og har i de senere år været eksempelvis "Befrielsens er nær" (2006), "Hold dig nær til Jehova!" (2010), "Lad Guds Rige komme!" (2011) og "Efterlign Jesus!" (2015). I 2003 blev der afholdt et internationalt stævne i Brøndby. Temaet her var "Giv Gud ære" og gæster fra forskellige lande besøgte det. Det var 25 år siden at et internationalt stævne blev afholdt i Danmark.

### Dåb
Jehovas Vidner praktiserer kun voksendåb og nye medlemmer bliver typisk døbt ved stævnerne. Alle dåbskandidater skal igennem dåbsforberedelser inden stævnet, så det kan vurderes om vedkommende er kvalificeret til dåb, og sikres at vedkommende ved hvad dåben indebærer. Der foreligger eksempler på unge der lader sig voksendøbe som Jehovas Vidner helt ned til otteårs-alderen.  Det er dog helt frivilligt. I Danmark anvendes der dåbsbassiner, mens der i andre lande anvendes svømmebassiner.  
Inden dåben afholdes et dåbsforedrag, som afsluttes med at dåbskandidatterne stilles to spørgsmål som de skal svare bekræftende på, inden bliver de døbt. Dåben foregår ved at hele kroppen bliver nedsænket i vandet.

## Organisationen
Programmets indhold er udarbejdet under tilsyn af det Styrende Råd, den centrale styrelse der bestemmer Jehovas Vidners dogmer. Det er "Stævneorganisationen", der står for organiseringen af regionalstævnet på vegne af "Vagttårnets Bibel- og Traktatselskab".

## Stævnefaciliteter
Som regel afholdes det danske regionalstævne på et sted som Jehovas Vidner lejer sig ind i. 
Med nogle års mellemrum afholdes ligeledes internationale stævner forskellige steder i verden. Sidst, der blev afholdt et internationalt stævne i Danmark, var i 2019 på Brøndby Stadion. I 2008 afholdtes sommerstævnet på NRGi Park i Århus og i 2009 på Brøndby Stadion. I 2010 var det igen i Silkeborg, hvor det blev annonceret, at det også ville komme tilbage i 2011. I 2015 blev der afholdt et stort regionalstævne i Stockholm, Sverige, hvor Jehovas Vidner samledes fra Danmark, Færøerne, Island, Grønland, Norge og Sverige.  
Stævner varierer mht. antallet af deltagere. I Rønne er der cirka 600 besøgende, mens der på stævnepladsen i Silkeborg kommer op til 3000 forskellige besøgende pr. regionalstævne, der bliver afholdt 4-5 gange i løbet af juni – august. Andre lande organiserer deres stævner på store fodboldstadioner eller andre store faciliteter. Her kan der komme mellem 10 – 30.000 besøgende. Stævnerne er tilgængelige for offentligheden.

### Stævnefaciliteter i Danmark
I Danmark har Jehovas Vidner fire steder, hvor der afholdes stævner. Stævnehallen i Silkeborg, i Rønne.
Jehovas Vidners Stævnecenter i Silkeborg ligger i byens nordøstlige del. Ved møder er der mulighed for tegnsprogstolkning. 
Per 1. september 2017 køber Silkeborg Kommune Stævnepladsen for 17 millioner kroner. Jehovas vidner vil leje sig ind i 2 år på Stævnepladsen frem til 2019. Fremover vil Jehovas vidner leje Silkeborgs stadion for at holde deres stævner.

#### Stævnehallen i Silkeborg
|  | Oslovej 4, Silkeborg |

Stævnehallen blev bygget og indviet i 1979. Hallen bliver primært anvendt til kredsstævner for Jehovas Vidner i Jylland. I forhallen er der informationsbord, litteraturbord, puslerum og toiletter. I 2010 blev hallen totalrenoveret. 
Stævnehallen omfatter et område på 20.000 kvadratmeter, hvoraf bygningerne omfatter 4.500 etagemeter, som ud over mødefaciliteterne også rummer bolig for haltilsynsmanden og områdetilsynsmanden. Salen rummer 900 siddepladser. I perioder, hvor der afvikles kredsstævner, benyttes stævnehallen dåbshandling i forbindelse med stævnerne, som afvikles i underetagen af stævnehallen.

#### Stævnehallen i Rønne
|  | Byledsgade 78A, Rønne |

Ved siden af Jehovas Vidners Rigssal i Rønne er der en større hal, der anvendes om sommeren til Jehovas Vidners områdestævner. Der er plads til 700 besøgende.